# マヘンドラパルバタ
マヘンドラパルバタ (クメール語: មហេន្ទ្របវ៌ត)は、カンボジアのクメール王朝期にあった古代の都市である。長い間、その存在は森と地面の下に隠れていたが、2012年にLIDARと呼ばれる上空からレーザーを当て測量するリモートセンシング技術により、存在が確認された。

## 名称について
偉大なるインドラの山を意味する。

## 場所
アンコール・ワットから北に約40キロメートルの場所にある。

## 書籍
- Higham, Charles (2001). The Civilization of Angkor. University of California Press. ISBN 978-0-52023-442-0